# 1991年愛知県議会議員選挙
1991年愛知県議会議員選挙は、1991年4月7日に執行された愛知県議会の議員を改選するための一般選挙。第12回統一地方選挙の一つとして実施された。

## 概要
県議会議員の任期4年が満了したことに伴って行われた。この選挙から以下のように選挙区と定数が変わった。全体を合わせて定数は3つ増え「110」となった。
- 「名古屋市中村区選挙区」（定数4） → 定数3に減った。
- 「名古屋市緑区選挙区」（定数2） → 定数3に増えた。
- 「半田市選挙区」（定数1） → 定数2に増えた。
- 「春日井市選挙区」（定数3） → 定数4に増えた。
- 「稲沢市選挙区」（定数1） → 定数2に増えた。

59選挙区110議席に対し163人が立候補した。そのうち無投票選挙区と無投票当選人は22選挙区、32人で、過去最高を記録した。投票率は49.48％で、1987年の前回選を4.62ポイント下回り、過去最低を記録した。

## 基礎データ
- 選挙事由：任期満了
- 告示日：1991年3月29日
- 投票日：1991年4月7日
- 議員定数：110人
- 選挙区：59選挙区（うち22選挙区で無投票）
- 候補者数：163人（うち32人が無投票当選）

## 選挙結果
| 党派       | 計  | 新旧別 | 新旧別 | 新旧別 | 無投票 当選 |
| 党派       | 計  | 現職   | 元職   | 新人   | 無投票 当選 |
| ---------- | --- | ------ | ------ | ------ | ----------- |
| 自由民主党 | 66  | 53     | 5      | 8      | (22)        |
| 民社党     | 14  | 14     | 0      | 0      | (4)         |
| 日本社会党 | 13  | 11     | 0      | 2      | (3)         |
| 公明党     | 6   | 3      | 0      | 3      | (1)         |
| 日本共産党 | 2   | 2      | 0      | 0      | (1)         |
| 無所属     | 9   | 3      | 0      | 6      | (1)         |
|            | 110 | 86     | 5      | 19     | (32)        |